# Cezary Dubiel
Cezary Dubiel (ur. 24 marca 1962 w Świnoujściu) – polski artysta fotograf, uhonorowany tytułami Artiste FIAP (AFIAP), Artiste FIAP/ Audio-Visual (AV-AFIAP), Excellence FIAP (EFIAP), Excellence FIAP Bronze (EFIAP/b), Excellence FIAP Silver (EFIAP/s), Excellence FIAP Gold (EFIAP/g),Excellence FIAP Platinum (EFIAP/p), Excellence FIAP Diamond1 (EFIAP/d1), Excellence FIAP Diamond2 (EFIAP/d2), Excellence FIAP Diamond3 (EFIAP/d3). Członek rzeczywisty i Artysta Fotoklubu Rzeczypospolitej Polskiej (AFRP). Członek założyciel Fotograficznej Grupy Twórczej Kontur.

## Życiorys
Cezary Dubiel jest absolwentem Liceum Ogólnokształcącego z Oddziałami Integracyjnymi w Świnoujściu oraz Politechniki Szczecińskiej. Od wielu lat związany ze szczecińskim i pomorskim środowiskiem fotograficznym – mieszka i tworzy w Szczecinie. Miejsce szczególne w jego twórczości zajmuje fotografia krajobrazowa, fotografia architektury oraz fotografia w diaporamie (w 2013 roku jego diaporama Kamienie pamięci została wpisana do Audiowizualnej Kolekcji Międzynarodowej Federacji Sztuki Fotograficznej FIAP). W 2013 roku był inicjatorem i współzałożycielem Fotograficznej Grupy Twórczej Kontur w Szczecinie oraz pierwszym prezesem Zarządu FGT Kontur. Jest uczestnikiem, organizatorem i prowadzącym licznych plenerów, spotkań, warsztatów fotograficznych oraz jurorem w ogólnopolskich i międzynarodowych konkursach fotograficznych.
Cezary Dubiel jest autorem i współautorem wielu wystaw fotograficznych; indywidualnych i zbiorowych; krajowych i międzynarodowych oraz poplenerowych. Jego fotografie były prezentowane na wielu wystawach pokonkursowych w Polsce i za granicą. Brał aktywny udział w Międzynarodowych Salonach Fotograficznych, organizowanych między innymi pod patronatem FIAP, zdobywając wiele akceptacji, medali, nagród, wyróżnień, dyplomów, listów gratulacyjnych. Jego fotografie oraz pokazy diaporam były prezentowane m.in. w takich krajach jak Argentyna, Australia, Austria, Belgia, Bośnia i Hercegowina, Chile, Chiny, Chorwacja, Dania, Finlandia, Francja, Grecja, Hiszpania, Holandia, Indie, Kanada, Macedonia, Mauritius, Niemcy, Oman, Portugalia, Republika Południowej Afryki, Rumunia, Serbia, Słowacja, Słowenia, Szwajcaria, Szwecja, Turcja, USA, Wielka Brytania, Wietnam, Włochy. W 2014 roku został laureatem nagrody Marszałka Województwa Zachodniopomorskiego Pro Arte. 
W 2008 roku został przyjęty w poczet członków Fotoklubu Rzeczypospolitej Polskiej Stowarzyszenia Twórców (legitymacja nr 242). Pokłosiem udziału w Międzynarodowych Salonach Fotograficznych odbywających się pod patronatem FIAP, było przyznanie Cezaremu Dubielowi wielu tytułów honorowych – tytułów przyznanych przez Międzynarodową Federację Sztuki Fotograficznej FIAP, z siedzibą w Paryżu. W 2012 roku otrzymał tytuł Artiste FIAP (AFIAP), w tym samym roku otrzymał tytuł Artiste FIAP/ Audio-Visual (AV-AFIAP), w 2013 roku otrzymał tytuł Excellence FIAP (EFIAP), w 2015 roku tytuł Excellence FIAP Bronze (EFIAP/b), w 2016 roku tytuł Excellence FIAP Silver (EFIAP/s), w 2017 roku tytuł Excellence FIAP Gold (EFIAP/g), w 2018 Excellence FIAP Platinum (EFIAP/p), w 2019 Excellence FIAP Diamond1 (EFIAP/d1), w 2020 Excellence FIAP Diamond2 (EFIAP/d2), w 2021 Excellence FIAP Diamond3 (EFIAP/d3).
Prace Cezarego Dubiela zaprezentowano w Almanachu (1995–2017), wydanym przez Fotoklub Rzeczypospolitej Polskiej Stowarzyszenie Twórców. W 2018 roku został uhonorowany Medalem „Za Zasługi dla Fotografii Polskiej” – odznaczeniem przyznawanym przez Kapitułę Fotoklubu Rzeczypospolitej Polskiej Stowarzyszenia Twórców – w 100. rocznicę odzyskania przez Polskę niepodległości. W 2020 odznaczony Złotym Medalem „Za Fotograficzną Twórczość” – odznaczeniem ustanowionym przez Zarząd i przyznawanym przez Kapitułę Fotoklubu Rzeczypospolitej Polskiej Stowarzyszenia Twórców, w odniesieniu do obchodów 25-lecia powstania Fotoklubu RP. W 2022 został odznaczony srebrną Odznaką Honorową Gryfa Zachodniopomorskiego. W 2023 został odznaczony Złotym Medalem „Zasłużony dla Fotografii Polskiej”.

## Odznaczenia
- Złoty Medal „Za Fotograficzną Twórczość” (2013)[4]
- Brązowy Medal „Zasłużony Kulturze Gloria Artis” (2015)[30][36]
- Medal „Za Zasługi dla Fotografii Polskiej” (2018)[30]
- Medal Barwy i Broni[30]
- Medal „Pro Patria” (2020)[37]
- Złoty Medal „Za Fotograficzną Twórczość” (2020)[33]
- Odznaka Honorowa Gryfa Zachodniopomorskiego (2022)[34]
- Złoty Medal „Zasłużony dla Fotografii Polskiej” (2023)[35]

Źródło